# No Man's Sky
No Man's Sky is een action-adventure- en survivalspel ontwikkeld en uitgegeven door Hello Games. Het spel werd in augustus 2016 uitgebracht voor de PlayStation 4 en Microsoft Windows, en in juli 2018 voor Xbox One.